# آلبالات دلس سریس
آلبالات دلس سریس (به اسپانیایی: Albalat dels Sorells) یک شهرستان در اسپانیا است که در Horta Nord واقع شده‌است.

## خصوصیات
آلبالات دلس سریس ۴٫۶ کیلومترمربع مساحت و ۳٬۷۵۸ نفر جمعیت دارد و ۱۰ متر بالاتر از سطح دریا واقع شده‌است.